# محمد أباد خواجة (حسين أباد)
محمد أباد خواجة (بالفارسية: محمدآباد خواجه) هي قرية تقع في إيران في قسم حسین أباد.